# Spišský štít
Le Spišský štít est un sommet de la Slovaquie et de la chaîne des Hautes Tatras qui appartient aux montagnes des Carpates occidentales. Il culmine à 2 483 mètres d'altitude.

## Histoire
La première ascension connue date du 21 juillet 1896 et fut réalisée par József Déry et Johann Hunsdorfer.